# Marynowo (Ostróda)
Marynowo est un village polonais de la voïvodie de Varmie-Mazurie, dans le powiat d'Ostróda.

## Géographie
Marynowo possède un climat continental humide sans saison sèche selon la classification de Köppen-Geiger. Sur l'année, la température moyenne à Marynowo est de 6.4°C et les précipitations sont en moyenne de 550.9 mm.